# Шрейдер, Пётр Петрович
Пётр Петро́вич Шре́йдер (1770—1824) — российский командир эпохи наполеоновских войн, генерал-майор Русской императорской армии.

## Биография
Пётр Шрейдер родился 17 апреля 1770 г.; происходил из дворянского рода лифляндской губернии.
Ещё мальчиком,12 марта 1780 г. был записан сержантом в Бомбардирский полк. 5 апреля 1785 года переведен в Семёновский лейб-гвардии полк подпрапорщиком.
21 апреля 1787 года переведен поручиком в 4-й батальон Сибирского егерского корпуса с которым принимал участие в Русско-турецкой войне (1787—1791) и сражался с поляками в Курляндии и Литве (Восстание Костюшко 1794), за что награжден чином капитана и секунд-майора.
21 октября 1795 г. переведён в Симбирский драгунский полк премьер-майором. Произведен в чин полковника 1 октября 1800 г.
С 25 февраля 1806 г. по 24 августа 1806 г. – командир Великолуцкого мушкетерского полка.
24 августа 1806 г. назначен шефом Тобольского мушкетерского полка (24.08.1806–01.09.1814).
Исполнял обязанности командира Тобольского мушкетерского полка (1806—1808), так как должность командира полка была вакантна 4 года.
Участвовал в Русско-прусско-французской войне (1806—1807). В сражении у Пултуска (1806) Тобольский полк проявил стойкость и отвагу. Контужен в правое плечо картечью в сражении при Прейсиш-Эйлау. Находился с полком при обороне Данцига от французов (1807). За отвагу, проявленную в ходе Войны четвёртой коалиции (1806—1807), награждён орденом Святого Владимира 4-й степени с бантом 26 апреля 1807 г., золотой шпагой 9 декабря 1807 г., и прусским орденом Pour le Mérite.
В 1810 г. назначен командовать сводным отрядом из пехотных батальонов и пионерных рот на строительстве Динабургской крепости (1810—1812). 26 ноября 1810 г. награждён за беспорочную службу орденом Святого Георгия 4-го класса (№ 2208 по кавалерскому списку Григоровича — Степанова).
С 1 июля 1812 г. командир 2-й бригады 4-й пехотной дивизии. Участвовал в Отечественной войне 1812 г. Сражался с французами под Витебском. В Бородинском сражении ранен пулей в левую ногу и контужен катящимся ядром в правую, а за мужество награжден орденом Святого Владимира 3-й степени. 31 октября 1812 года произведен в чин генерал-майора за отличие в обороне Смоленска.
6 января 1813 г. назначен командующим 4-й пехотной дивизии. Сражался с французами и поляками под Калишем, где был ранен пулей в левую руку.
28 марта 1813 г. назначен военным комендантом Мемеля, через который шло снабжение русских войск, осаждавших Данциг. Находился в этой должности до окончания войны с французами.
В августе 1814 г. вновь назначен командиром 2-й бригады 4-й пехотной дивизии.
С 1820 г. зачислен по армии с назначением членом совета Военного министерства.
В 1822 году вышел в отставку по состоянию здоровья, жил в Дерпте, умер от старых ран 12 января 1824 г.